# Mareșalul Corpului Diplomatic

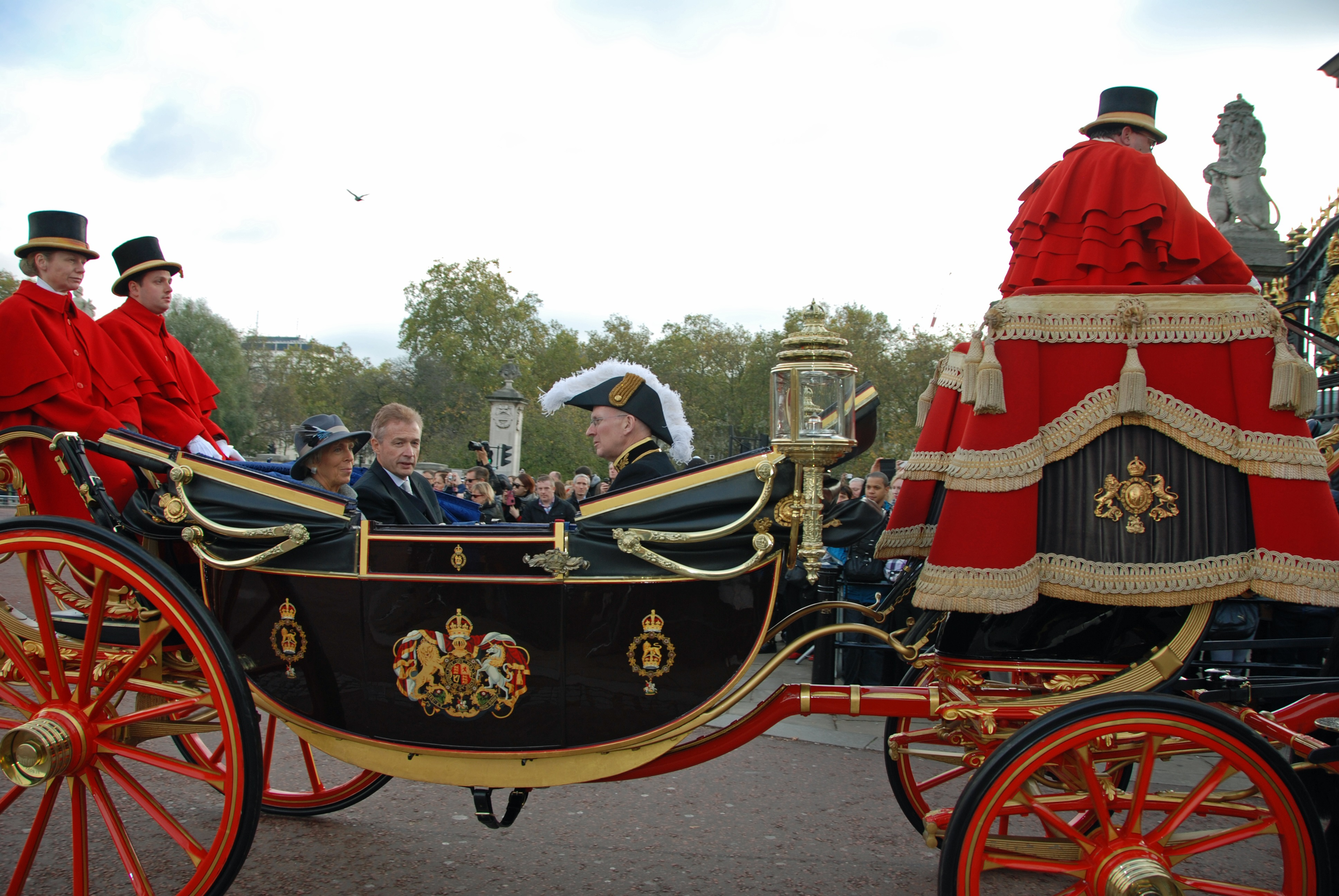
Prezentarea acreditărilor: Mareșalul Corpului Diplomatic, purtând o pălărie cu pene ca parte a uniformei sale diplomatice, însoțește un ambasador nou numit și soția sa pentru călătoria cu trăsura către Palatul Buckingham.

Mareșalul Corpului Diplomatic al Majestății Sale (în engleză Marshal of the Diplomatic Corps) este un membru de rang înalt al Familiei Regale a Suveranului Regatului Unit. El îndeplinește rolul de legătură principală între Rege și comunitatea diplomatică din Londra. Mareșalul este responsabil pentru organizarea recepției anuale a corpului diplomatic în numele suveranului, coordonarea ceremoniilor de prezentare a acreditivelor pentru ambasadori și comisari înalți, și supravegherea participării diplomaților la evenimentele de stat. În plus, el asigură respectarea protocoalelor diplomatice și ceremoniale în cadrul acestor evenimente, având un rol esențial în menținerea etichetei și ordinii în activitățile diplomatice.
Mareșalii își exercită mandatul pentru perioade de zece ani și, de-a lungul timpului, acest oficiu a fost ocupat în principal de ofițeri militari superiori pensionați. Totuși, ultimii trei mareșali au fost diplomați cu experiență în domeniu. Mareșalul este asistat de Vice-Mareșalul Corpului Diplomatic, care se ocupă de aspectele operative și de coordonarea detaliilor logistice, precum și de alți asistenți mareșali care contribuie la îndeplinirea atribuțiilor oficiului.
Oficiul a fost creat recent, în 1920, pentru a înlocui fostul Maestru al Ceremoniilor, un oficiu ce data din jurul anului 1620. În perioada premergătoare anului 1920, Vice-Mareșalul era cunoscut sub denumirea de Mareșal al Ceremoniilor. Mareșalul Corpului Diplomatic poartă o insignă distinctivă din secolul XVII, suspendată de lănțișoare de aur, care a fost anterior purtată de Maestrul Ceremoniilor: în perioadele de pace, insigna prezintă o ramură de măslin, însoțită de motto-ul Beati Pacifici (motto-ul personal al lui Iacob I); în perioadele de război, medalia este răsturnată pentru a arăta imaginea unei sabii fluturate și motto-ul Dieu et mon droit.
Mareșalul Corpului Diplomatic, alături de Echierul Regelui, este așteptat să meargă pe dos, cu discreție, atunci când părăsește prezența monarhului. Aceștia sunt singurii doi vizitatori care urmează această practică astăzi, deoarece tradiția conform căreia toți cei care aveau onoarea unei întâlniri cu monarhul erau așteptați să meargă discret pe dos la plecare din prezența Suveranului a fost abandonată din motive de sănătate și siguranță. Cei doi membri seniori ai Familiei Regale sunt obligați să părăsească sala mergând pe dos, cu discreție, atunci când sunt chemați să-l vadă personal pe Rege sau când introduc alți oaspeți, precum diplomați străini de rang înalt, pentru audiențe cu Regele. În plus, Mareșalul poate avea și atribuții publice și ceremoniale, inclusiv reprezentarea Familiei Regale la evenimente publice și angajamente mediatice.

## Lista Mareșalilor Corpului Diplomatic
- 1920–1934: General-maior Sir John Hanbury-Williams GCVO KCB CMG
- 1934–1945: General-locotenent Sir Sidney Clive GCVO KCB CMG DSO
- 1945–1950: Sir John Monck GCVO CMG
- 1950–1961: General-maior Sir Guy Salisbury-Jones GCVO CMG CBE MC
- 1962–1971: Contraamiral The Rt Hon The Earl Cairns GCVO CB
- 1972–1981: General-maior Lord Michael Fitzalan-Howard GCVO CB CBE MC
- 1982–1991: General-locotenent Sir John Richards KCB KCVO, Royal Marines
- 1992–2001: Viceamiral Sir James Weatherall KCVO KBE
- 2001–2008: Sir Anthony Figgis KCVO CMG
- 2008–2014: Charles Gray CMG LVO
- 2014–prezent: Alistair Harrison CMG CVO

## Lista Vice-Mareșalilor Corpului Diplomatic
- 1936–1945: Sir John Monck KCVO CMG
- 1946–1957: Sir Marcus Cheke KCVO CMG
- 1957–1965: Căpitan Dugald Malcolm CMG CVO TD
- 1965–1972: Sir Lees Mayall KCVO CMG
- 1972–1975: Sir John Curle KCVO CMG
- 1975–1982: Sir Roger Du Boulay KCVO CMG
- 1982–1986: Sir Eustace Gibbs KCVO CMG
- 1986–1991: Sir Roger Hervey KCVO CMG
- 1991–1996: Sir Anthony Figgis KCVO CMG
- 1996–1999: Philip Astley CVO
- 1999–2001: Kathryn Colvin CVO
- 2001–2006: Charles de Chassiron CVO
- 2006–2009: Sarah Gillett CVO
- 2009–2012: Simon Martin
- 2012–2014: Anna Clunes
- 2015: Catherine Nettleton CMG OBE
- 2015–2017: Julian Evans [6]
- 2017–2020: Neil Holland
- 2020–prezent: Victoria Busby OBE